# Восточный хулок
Восточный хулок (лат. Hoolock leuconedys) — вид приматов из семейства гиббоновых. Встречается в Индии, Китае и Мьянме.

## Классификация
Ранее хулоки классифицировались в составе рода Гиббоны, однако после проведённых молекулярных исследований были выделены в отдельный род с двумя видами, одним из которых является восточный хулок, а другим — западный хулок. Оба вида до этого имели ранг подвидов.

## Описание
Хвоста нет.  Половой диморфизм выражен лишь в цвете шерсти, так самцы чёрные, а цвет шерсти самок варьируется от желтовато-белого до светло-коричневого или серого. У самцов белые брови, причём, в отличие от западного хулока, эти брови не соединены друг с другом. Средний рост хулока составляет 81,2 см. Масса самок в среднем 6,1 кг, масса самцов в среднем 6,9 кг. Продолжительность жизни в неволе составляет до 40 лет.

## Распространение
Встречаются в южном Китае и северо-восточной Мьянме, а также на крайнем востоке Индии.

## Поведение
Древесные животные, населяют первичные вечнозелёные леса, а также широколиственные и хвойные горные леса. Доходят до высоты 2700 метров над уровнем моря. В рационе преимущественно фрукты, в основном фиги, а также листья и молодые побеги. О социальном поведении известно немного, но считается, что оно мало отличается от родственного вида западный хулок.

## Статус популяции
Международный союз охраны природы присвоил этому виду охранный статус «Уязвимый», поскольку, по оценкам на 2008 год, популяция сократится более чем на 30 % за следующие 40 лет (3 поколения). Основные угрозы виду — разрушение среды обитания и охота.